# San Talaleo
Talaleo o Talleleo (Gerusalemme, ... – Aegeas, 284 circa) è stato un medico romano, venerato come santo.

## Biografia
Nato a Gerusalemme, suo padre era un comandante nell'esercito di Cesare e viene ricordato con il nome di Beracoccio o Beroccio; la madre si chiamava Romulania o Romilia. Aveva anche un fratello, il cui nome era Giovanni.
Gli atti della sua passione riportano che era un giovanissimo medico biondo. Aveva un aspetto così leggiadro che quando, accusato di professare la fede cristiana, fu portato davanti a Teodoro, quest'ultimo disse ai suoi soldati:
(Pazzini, I Santi nella storia della medicina, p.157)
Talaleo studiò medicina presso Macario, un archiatra che fu mandato al supplizio per la fede cristiana dopo Talaleo. Finiti gli studi, ben presto la casa di Talaleo si trasformò in una sorta di ospedale dove egli stesso accoglieva poveri, pellegrini, senza tetto. Non faceva distinzione alcuna, né di religione né di razza. Tutti coloro che erano sofferenti venivano caricati sulle sue spalle, portati a casa e curati.
Talaleo fu un medico che, non attraverso gli insegnamenti teorici della medicina, ma grazie alla fede curò il corpo e soprattutto l'anima dei suoi pazienti.

### Miracoli e guarigioni
Molti sono i miracoli attuati da San Talaleo che la tradizione ricorda.
- Una volta ricorse a lui un tale cui una malattia sconosciuta aveva indebolito il corpo e corroso i fianchi. Ciò accadeva in Edessa, città in cui si trovava anche Talaleo e dove la fama della sua virtù soprannaturale si era ormai molto diffusa. Il malato, chiedendo aiuto al Santo, ottenne la guarigione.
- Più interessante è il caso in cui a chiedere aiuto a San Talaleo fu proprio un medico. Quest'ultimo, nonostante diverse cure, non era riuscito a curare un suo paziente.
Questo è un caso raro che mostra come il desiderio di fare del bene del medico sia superiore al suo stesso orgoglio personale. Il medico, dopo aver trascorso notti insonni a fare pozioni e decotti, chiede aiuto al Santo nel momento in cui il suo paziente rischiava di morire:
(Pazzini, I Santi nella storia della medicina, p.157)
Talaleo mosso da così tanta compassione aiutò il medico e guarì il malato.
- Il terzo "miracolo" è quello di una lussazione inveterata del collo del piede e inutilmente curata da diversi medici. Con il trascorrere del tempo, intorno alla ferita si erano formate delle piaghe che lasciavano il posto ad un'estesa gangrena. Il Santo dopo aver segnato col segno della croce il piede del malato e dopo averlo massaggiato delicatamente, lo rese perfettamente sano.
- Il quarto miracolo riguarda una fanciulla tormentata da un demone maligno. Dopo vari tentativi di magia e stregoneria, la fanciulla decise di ricorrere al Santo che subito purificò l'anima della fanciulla dal demonio:
(Pazzini, I Santi nella storia della medicina, p.159)
- Il quinto miracolo è strettamente collegato al quarto poiché la fanciulla appena liberata dal demonio, incontrando sulla strada del ritorno un povero cieco, lo incoraggiò dicendogli di conoscere chi poteva guarirlo dalla cecità:
(Pazzini, I Santi nella storia della medicina, p.160)
Il cieco fidandosi delle parole pronunciate dalla fanciulla si recò con lei verso la casa di Talaleo e una volta arrivati il Santo lo guarì conferendogli, nello stesso tempo, "la luce degli occhi e della fede".

### Il martirio e la morte
La fama del Santo dopo i tanti miracoli si era largamente diffusa e arrivò anche al palazzo del prefetto di Edessa. Al momento della persecuzione di Numeriano (283-284) Talaleo si trova ad Anazarbe in Cilicia, dove si era nascosto in un oliveto. Sappiamo, tuttavia, che già precedentemente aveva dovuto rispondere della sua fede dinanzi al tribunale di Tiberio (preside di Edessa). Da Anazarbe, dove fu arrestato a causa della sua fede, Talaleo fu condotto ad Egeo dinanzi al preside Teodoro.
Durante l'abituale interrogatorio, imposto a molti martiri prima di lui, Talaleo parlò della sua religione, della sua missione e della volontà di guarire quanti più poteva dalla malattia del paganesimo. Disse anche di essere medico e di credere più che alla medicina di Galeno e di Ippocrate a quella universale della fede.
Dopo l'interrogatorio fu accusato di essere un elemento pericoloso e condannato dal suo giudice a diversi supplizi che non ottennero mai il loro scopo ma furono soltanto motivo di confusione per il preside Teodoro. 
I miracoli avvenuti durante le torture provocarono, inoltre, la conversione di due dei carnefici, Asterio il falegname ed Alessandro, un soldato. Questi, nel vedere che il Santo non mostrava i segni delle loro torture, si piegarono di fronte a tanta fede.
Tuttavia anche questi ultimi pagarono immediatamente la professione di fede al Cristo con la decapitazione.
Infine fu deciso da Urbicio, capo dei maghi, di porre fine alla vita di Talaleo esponendolo alle fiere. Le fiere, tuttavia, appena videro Talaleo invece di avventarsi contro di lui e sbranarlo, divennero mansuete e si accucciarono ai piedi del Santo.
A tal vista, il popolo, che era spettatore di quell'evento, insorse, ritenendo ingiusto tutto ciò che stava accadendo. 
Teodoro, seguendo il volere del popolo, ordinò che Urbicio (capo dei maghi) prendesse il posto di Talaleo nell'arena. Non appena entrato nell'arena, Urbicio, fu subito assalito e divorato dalle fiere.
La leggenda non racconta come sia morto Talaleo ma gli atti della sua passione raccontano che sia stato nuovamente condannato; molto probabilmente, come molti martiri prima e dopo di lui, Talaleo morì con la decapitazione nel 284 circa.

## Culto
Sebbene, secondo la passione, il martirio di San Talaleo abbia avuto luogo il 23 agosto, i Sinassari e i Menei bizantini hanno conservato la sua memoria al 20 maggio:
(Martirologio Romano)
È noto, grazie a Procopio di Cesarea, che nella città di Gerusalemme vi era un monastero dedicato a Talaleo e attraverso Aussenzio di Bitinia, sappiamo che anche una chiesa della Bitinia portava il suo nome. Il culto di San Talaleo, col passare degli anni, raggiunse anche Costantinopoli, dove fu dedicato a lui un martyrion; in questo luogo, secondo la notizia dei Sinassari, si svolgeva la σύναξις (lett= riunione) in onore del santo, nel giorno della sua festa, il 20 maggio. In Occidente, invece, il culto di Talaleo è ignorato e la sua memoria è assente dai Martirologi storici. Il cardinale Cesare Baronio avendo trovato la commemorazione del Santo in qualche Sinassario bizantino, introdusse nel Martirologio Romano, al 20 maggio, un breve elogio di Talaleo.